# Борис Андреевич
Борис Андреевич (ок. 1294 — 25 февраля 1303) — князь новгородский и затем князь костромской (после 1296 (?) — 1303).
Младший сын Андрея Александровича и Василисы Дмитриевны, княжны Ростовской.
В 1299 году, будучи ребенком, отвезен в Новгород, где участвовал в церемонии введения на владычный двор вновь избранного архиепископа Феоктиста.
Также в летописях упомянута дата его смерти, но больше сведений о нем нет.